# Arenys de Munt
Arenys de Munt ist eine katalanische Ortschaft in der Provinz Barcelona im Nordosten Spaniens. Sie liegt in der Comarca Maresme. Arenys de Munt hat 9.458 Einwohner (am 1. Januar 2024). Mit einer Fläche von 22,05 km² grenzt es an die Gemeinden Sant Vicenç de Montalt, Dosrius, Vallgorguina, Sant Iscle de Vallalta, Canet de Mar und Arenys de Mar.

## Die Kirche St. Martin von Arenys

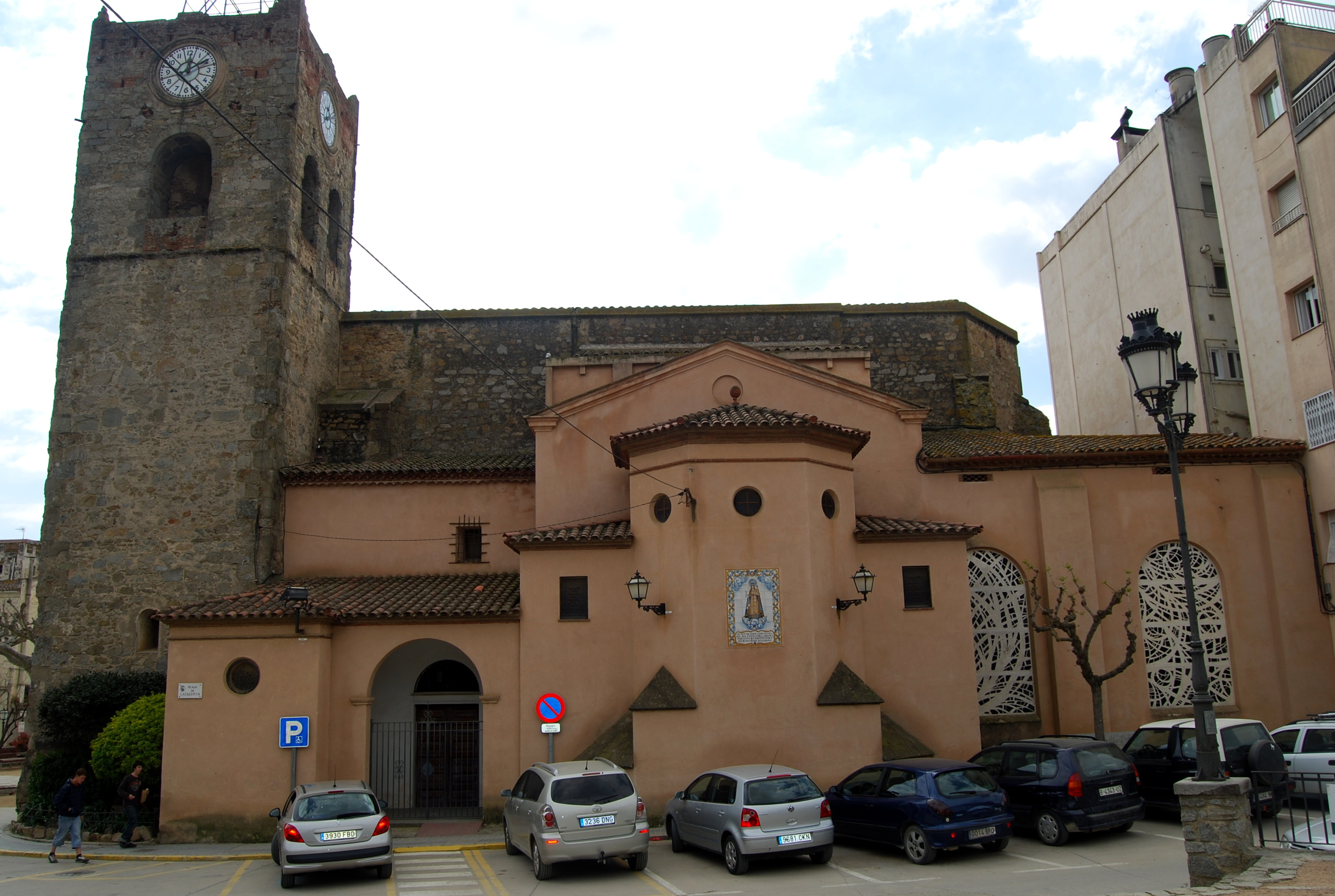
Die Kirche St. Martin von Arenys

Die Kirche St. Martin in Arenys wurde im 16. Jahrhundert erbaut. Sie folgt dem spätgotischen Stil, obwohl sie Renaissance-Elemente integriert.

## Gemeindepartnerschaft
Arenys de Munt unterhält eine Partnerschaft mit der französischen Gemeinde Feytiat.

## Hochburg der katalanischen Unabhängigkeitsbestrebungen
Arenys de Munt gilt als Hochburg der katalanischen Unabhängigkeitsbestrebungen: Hier wurde am 13. September 2009 durch die Kommunalverwaltung auf Betreiben der links-alternativen CUP erstmals ein unverbindliches Referendum zur Frage der Unabhängigkeit Kataloniens abgehalten. Bei einer Wahlbeteiligung von 41 % stimmten 96 % der Wähler für die Unabhängigkeit innerhalb der EU. Dies wurde zum Beginn einer ganzen Serie ähnlicher Referenden in verschiedenen katalanischen Gemeinden.
3 Jahre später, am 13. September 2013, erklärte sich die Gemeinde als „freies und souveränes Territorium Kataloniens“.
Siehe dazu: Referenden zur Unabhängigkeit Kataloniens 2009–2011, Freies Katalanisches Territorium

## Söhne und Töchter der Stadt
- Pere d’Arenys (1339–1419), Theologe

## Fotogalerie

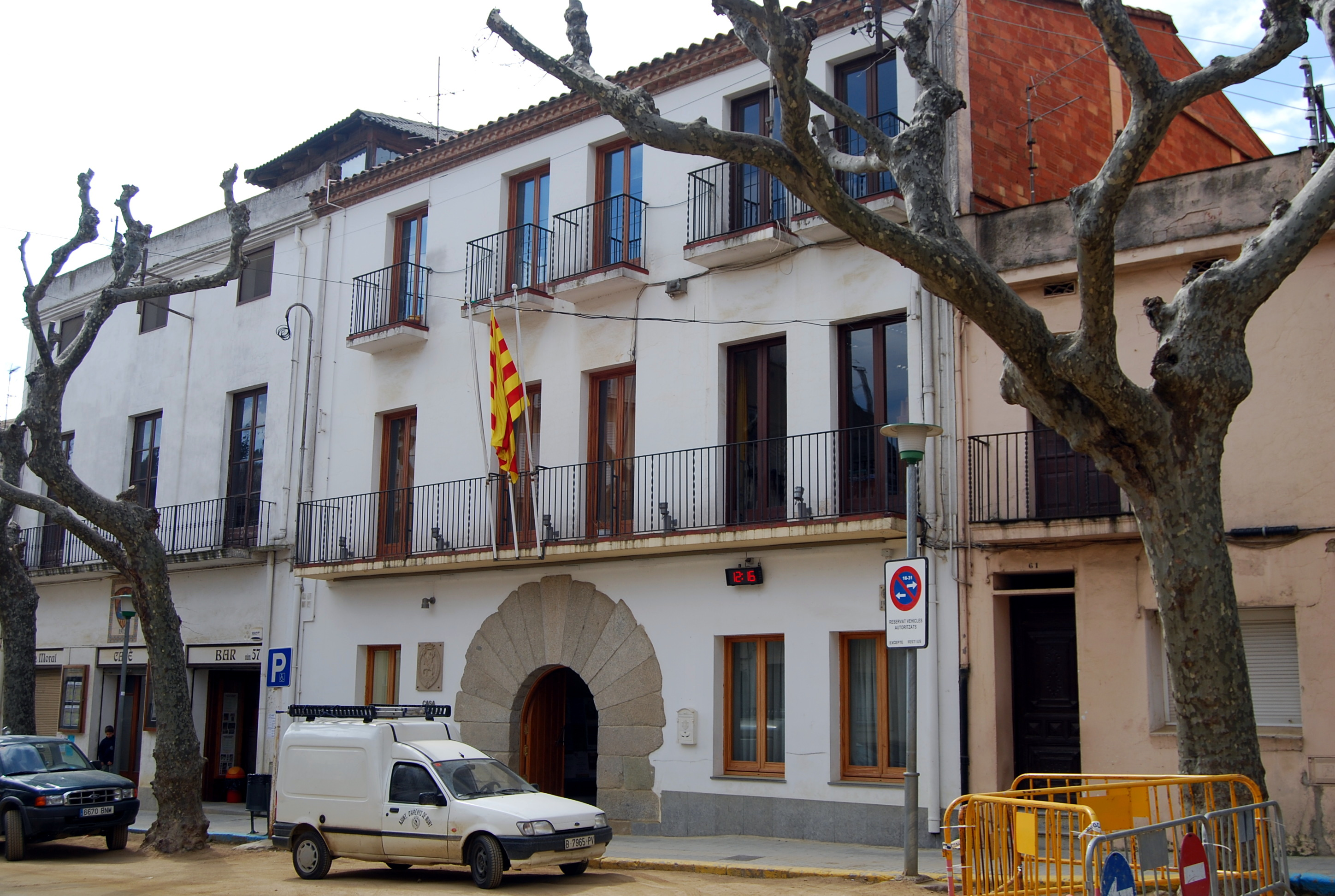
Rathaus
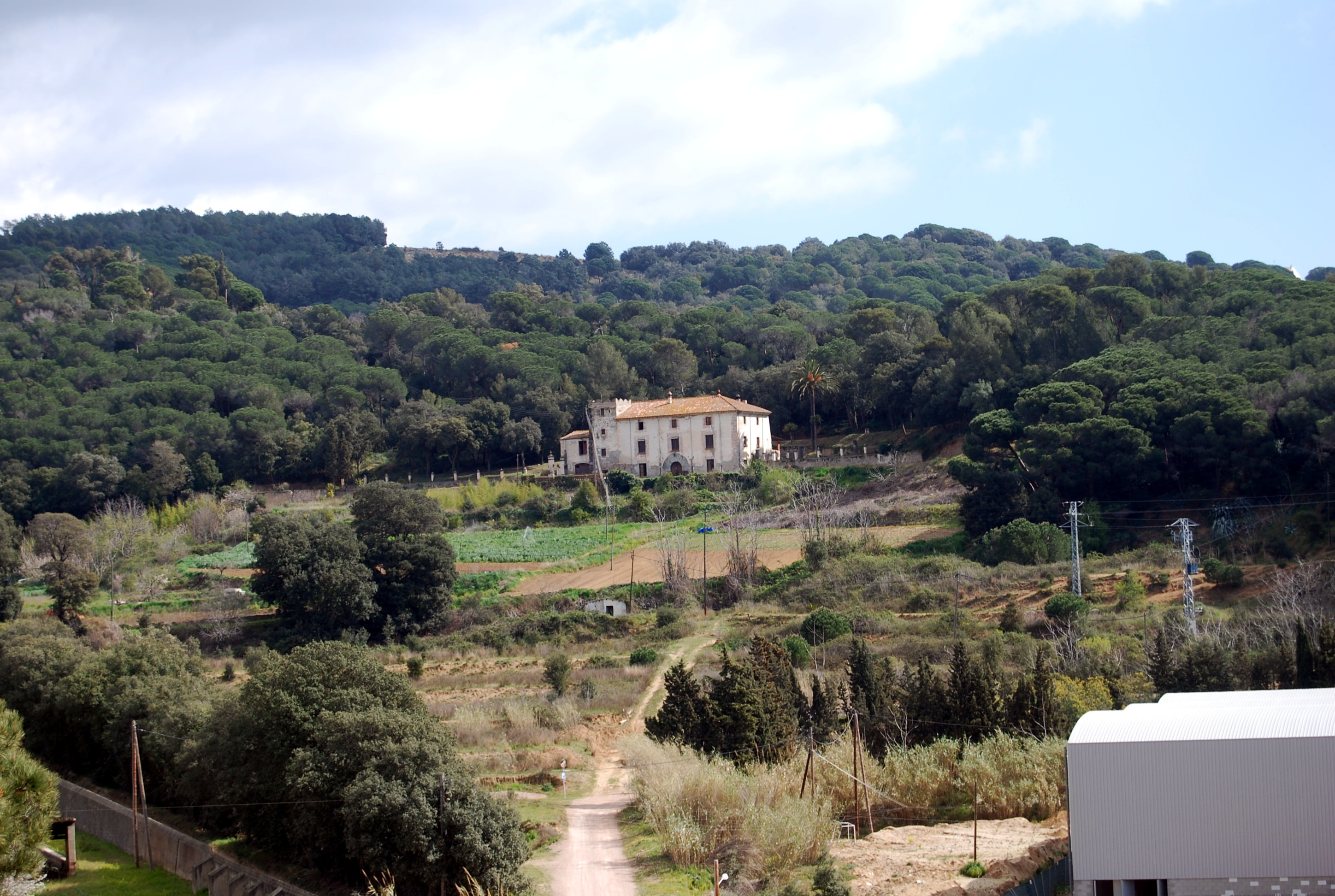
Ca l'Amar de la Torre
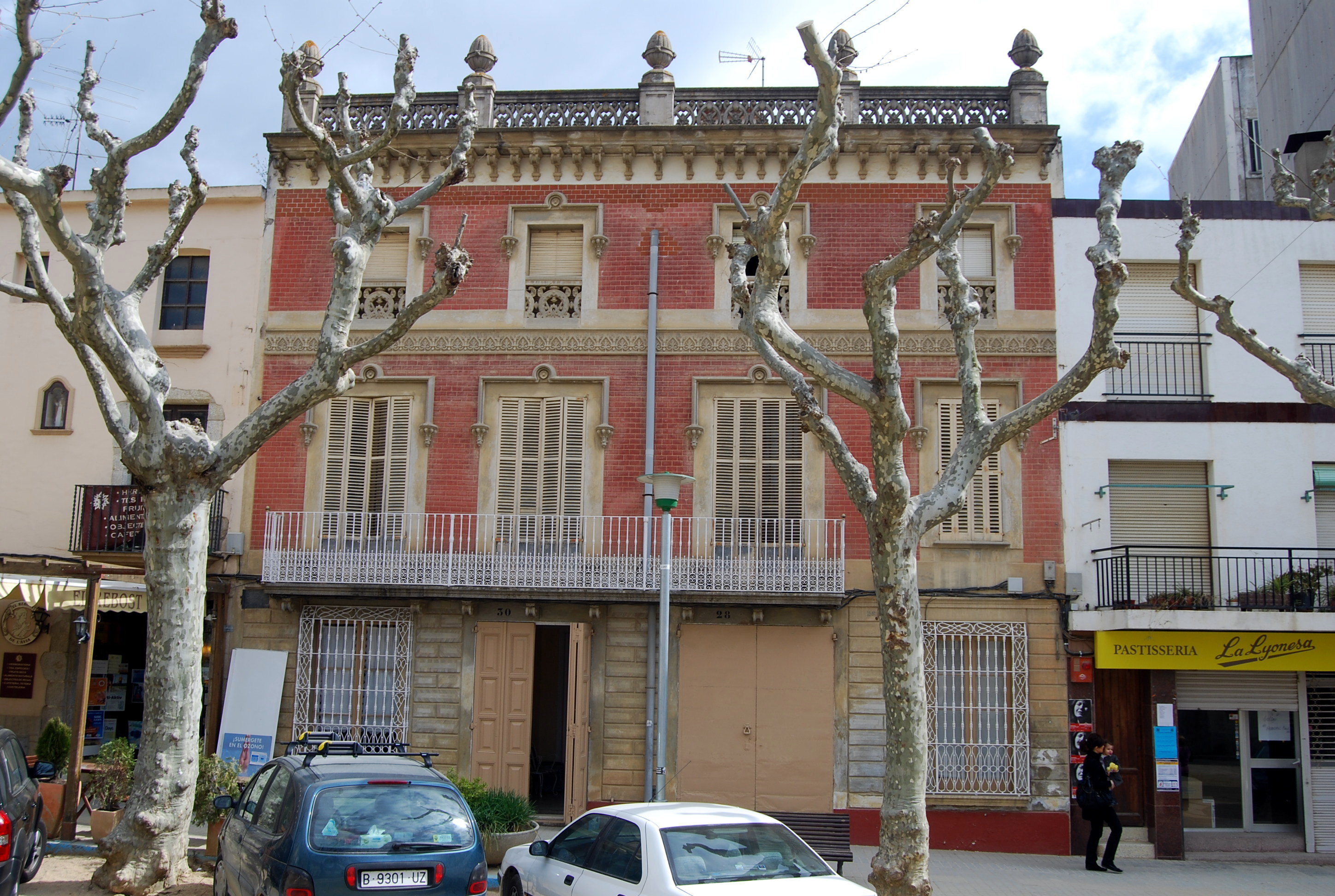
Can Corder
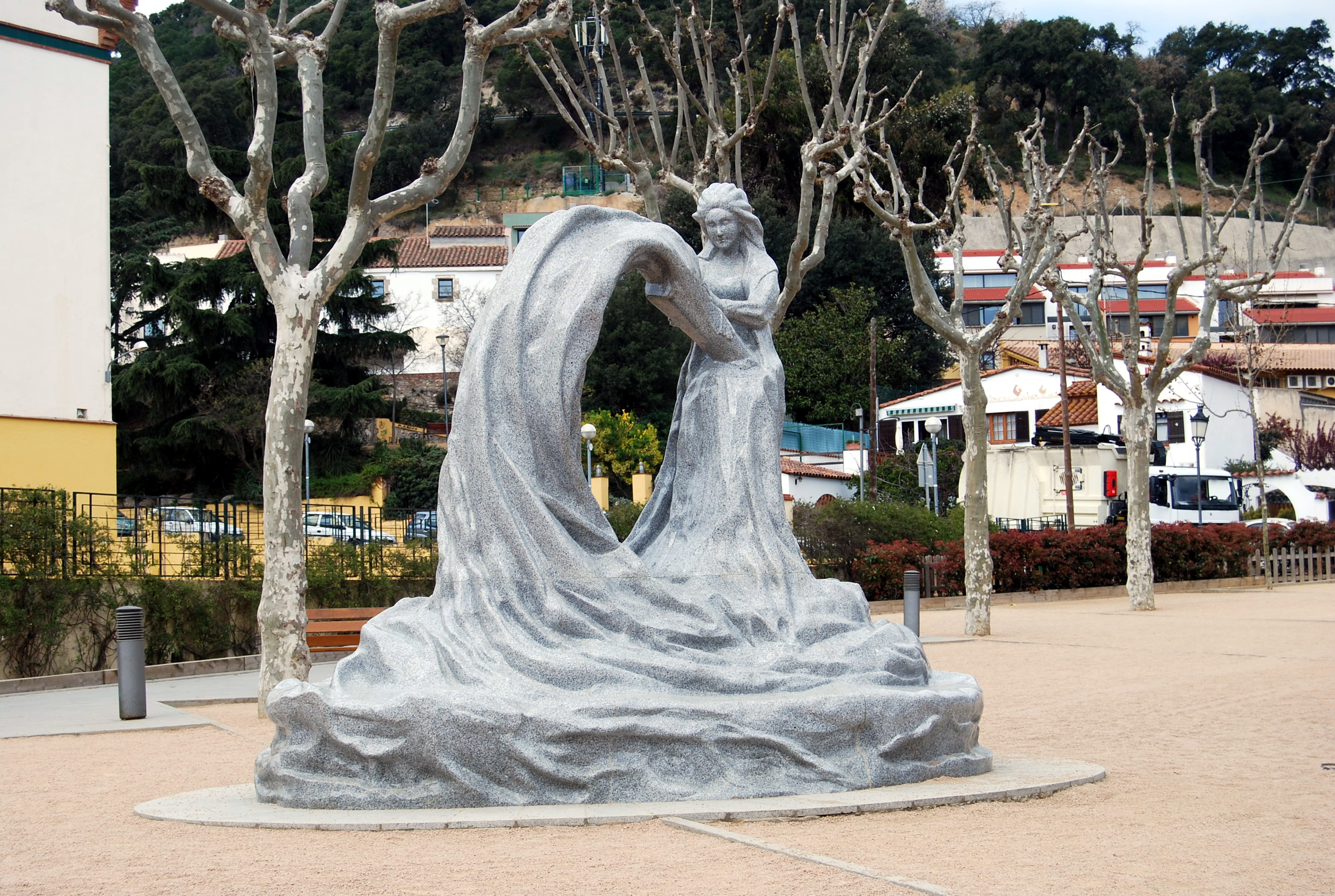
Denkmal
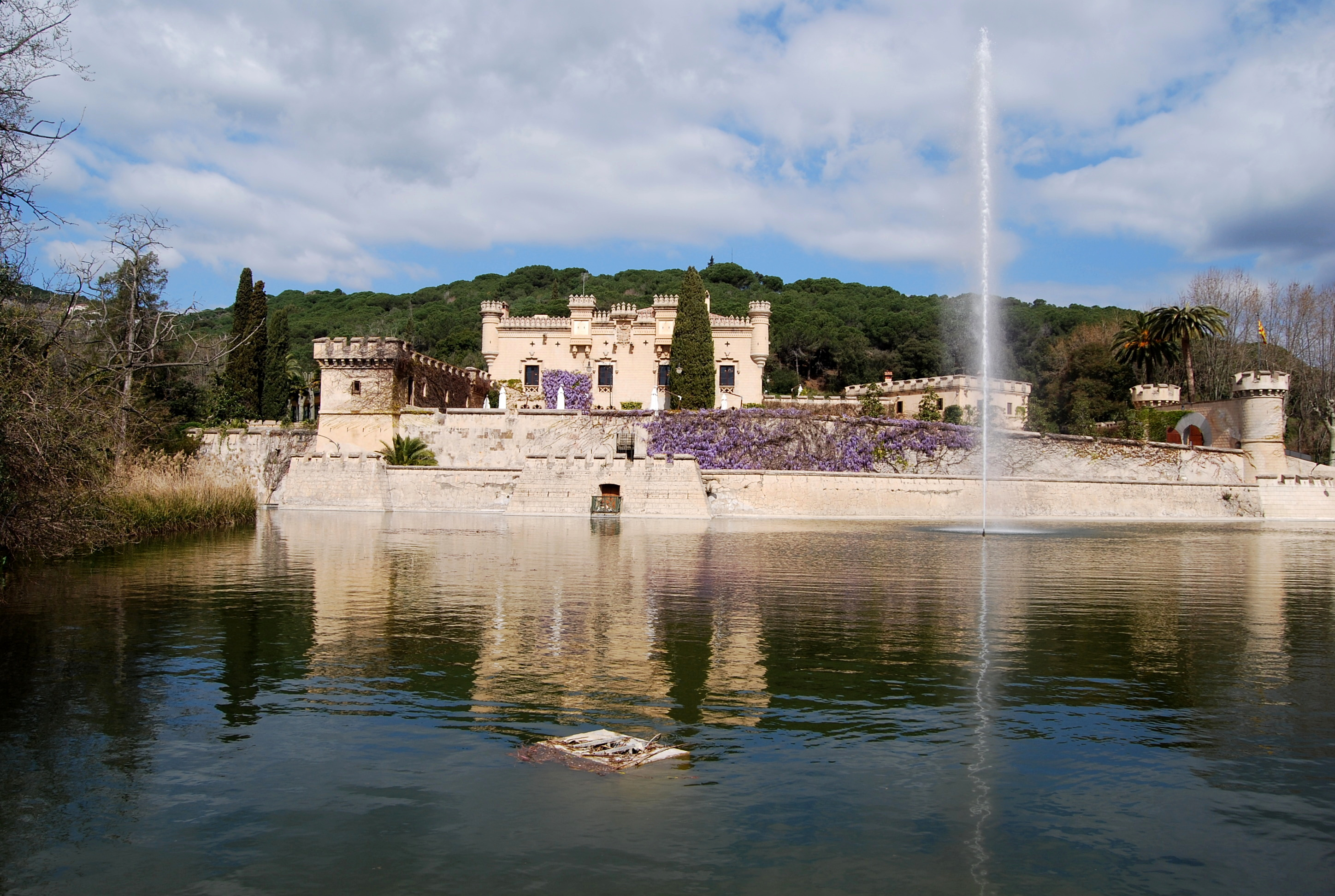
Can Jalpí
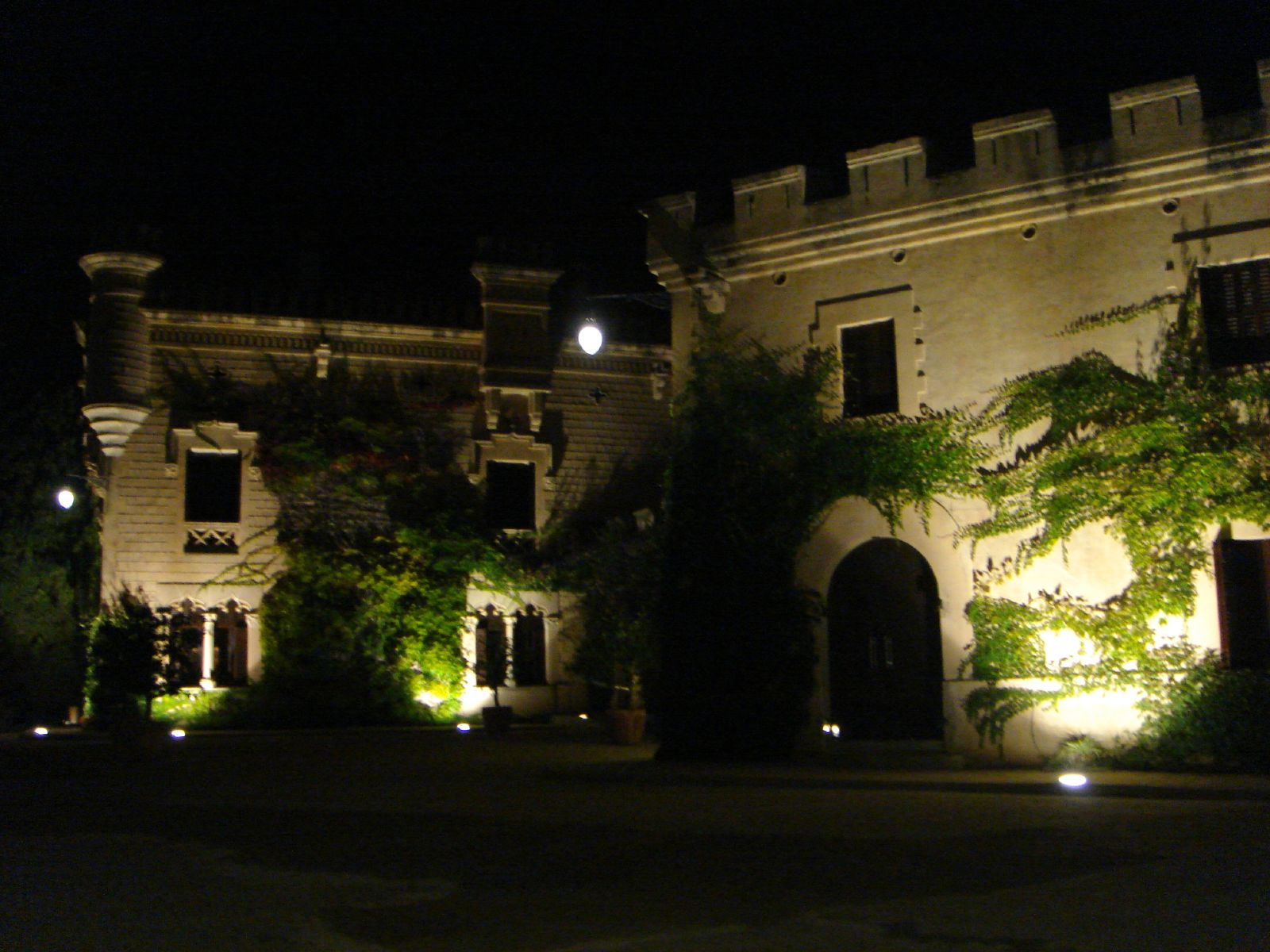
Das Schloss Jalpí bei Nacht
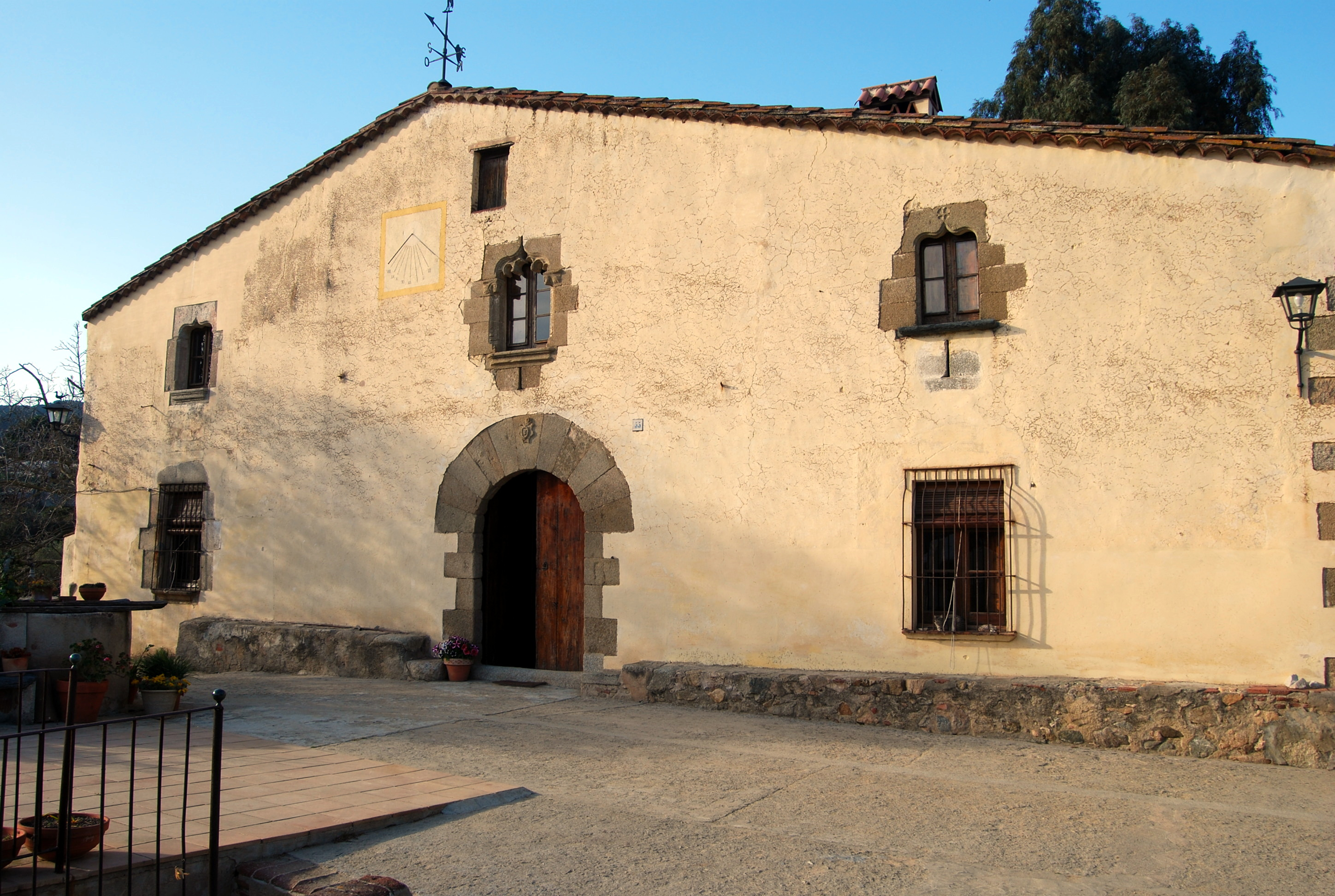
Can Rosell
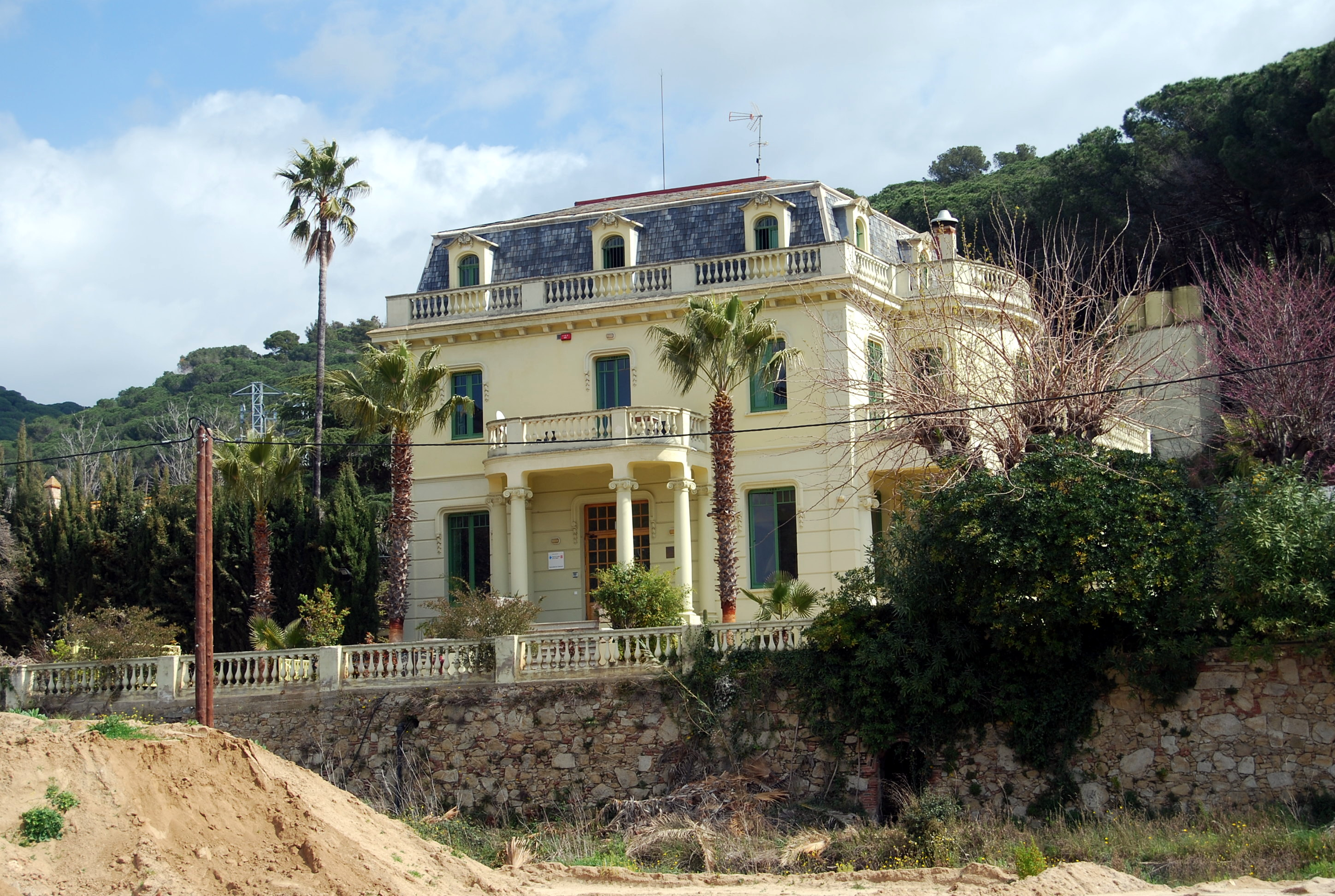
Can Zariquiey
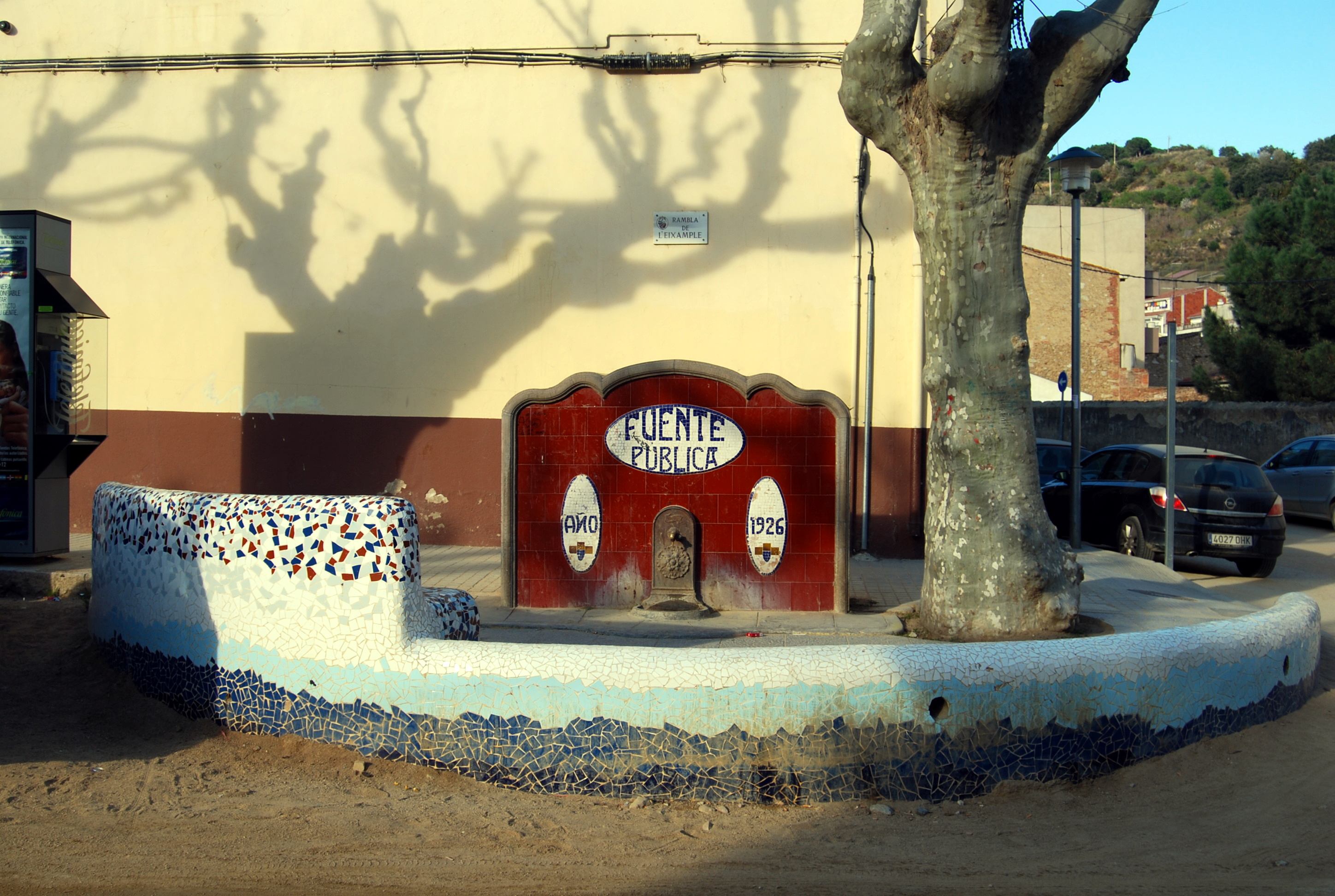
Rambla-Brunnen
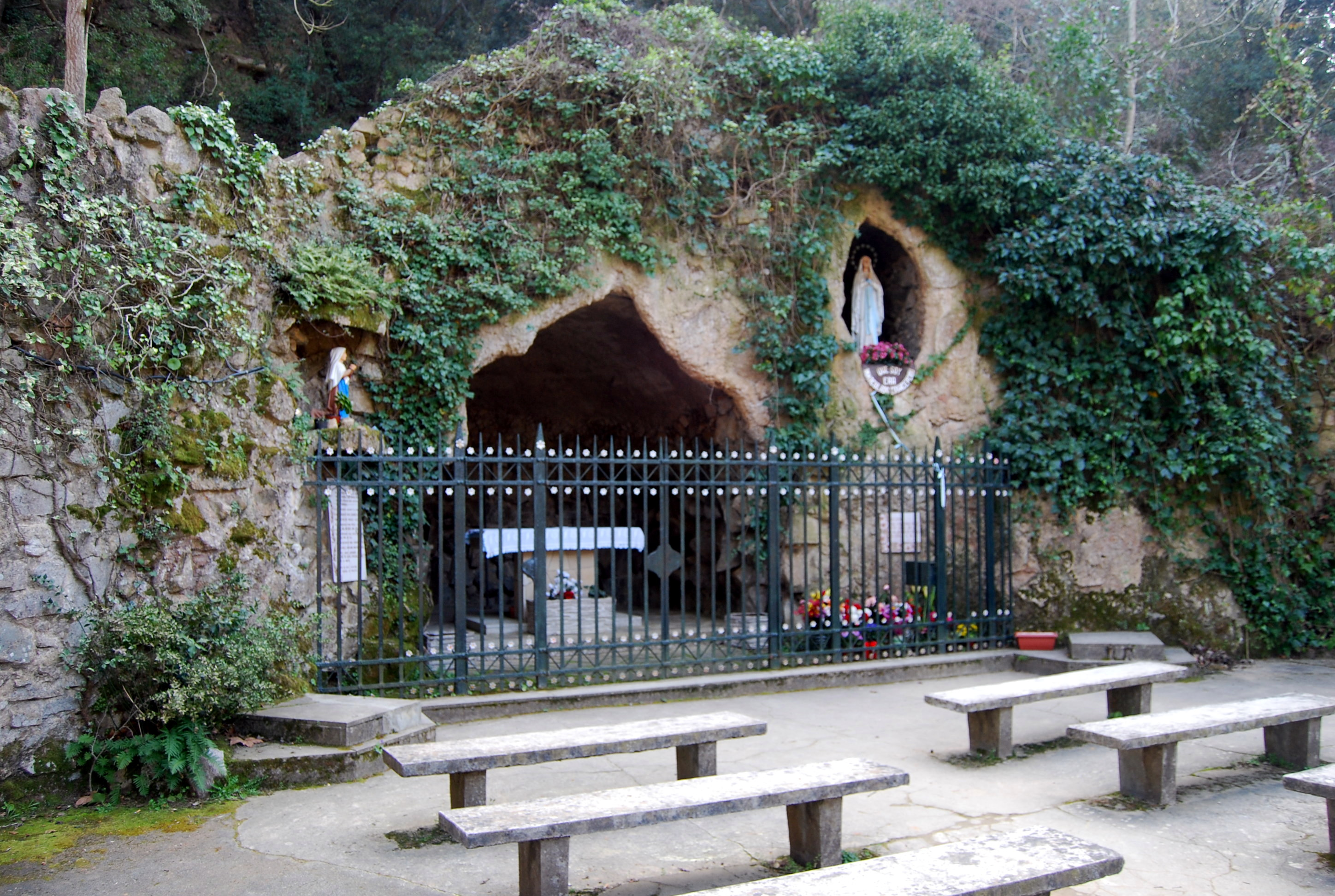
Heiligtum Unserer Lieben Frau von Lourdes